# Ichthydium sulcatum
Ichthydium sulcatum är en djurart som tillhör fylumet bukhårsdjur, och som först beskrevs av Stockes 1887.  Ichthydium sulcatum ingår i släktet Ichthydium och familjen Chaetonotidae. Inga underarter finns listade i Catalogue of Life.